# Elaeocarpus symingtonii
Elaeocarpus symingtonii är en tvåhjärtbladig växtart som beskrevs av F.S.P. Ng. Elaeocarpus symingtonii ingår i släktet Elaeocarpus och familjen Elaeocarpaceae. Inga underarter finns listade i Catalogue of Life.